# Talpa caeca
La talpa cieca (Talpa caeca Savi, 1822) è un mammifero insettivoro della famiglia dei Talpidi.

## Distribuzione

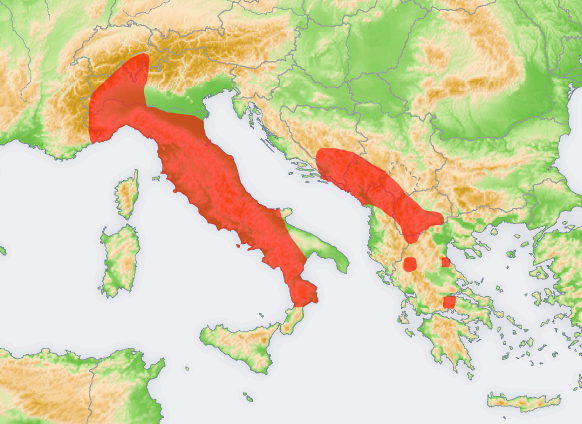
Areale

Con quattro sottospecie (Talpa caeca augustana, Talpa caeca caeca, Talpa caeca hercegovinensis e Talpa caeca steini) la specie è diffusa su Alpi, Appennini e Balcani fino al Monte Olimpo in Grecia, mentre la sua presenza in Tracia ed Asia Minore è stata segnalata ma rimane molto dubbia: le popolazioni iberica e caucasica in precedenza ascritte a questa specie sono state recentemente riclassificate ed elevate al rango di specie a sé stanti, rispettivamente coi nomi di Talpa occidentalis e Talpa minima. In Italia sono presenti tutte le sottospecie ad eccezione di hercegovinensis: la sottospecie nominale è diffusa lungo tutti gli Appennini fino al massiccio del Pollino, mentre le altre due sottospecie colonizzano l'arco alpino occidentale, fra Lombardia e Liguria.

Predilige i suoli umidi e non eccessivamente caldi, tanto che la si trova anche ad oltre 2500 m d'altezza, dove il suolo è ricoperto dalla neve per gran parte dell'anno: spesso la si trova in zone nei pressi di boschetti di latifoglie. Degno di nota il fatto che la maggior parte degli avvistamenti di esemplari di questa specie sono stati fatti in pendii rivolti verso nord.

## Descrizione

### Dimensioni
Misura fino a 13 cm, per un peso di poco meno di cento grammi.

### Aspetto
Il pelo è di colore nero lucido e non ha un verso: ha un aspetto lucido e sericeo. Le zampe ed il muso sono glabri e di colore carnicino, quest'ultimo in particolare ha la punta rossiccia ed è munito di sensibili vibrisse: inoltre, in proporzione alle dimensioni del corpo il muso (così come la coda) è più lungo rispetto all'affine Talpa europaea. Le due specie differiscono inoltre per le dimensioni generalmente inferiori di T. caeca, che ha anche labbra coperte di radi peli bianchi invece che grigi come in T. europaea e zampe più incassate nel corpo, che ha fisionomia più snella. Il metodo più sicuro per distinguere le due specie, tuttavia, sta nell'osservare la chiostra dentaria: gli incisivi superiori di T. caeca, infatti, sono più larghi rispetto a quelli di T. europaea, mentre i molari superiori presentano sempre mesostilo bifido.

Deve il nome comune, così come quello scientifico, al fatto che la palpebra è praticamente saldata sui piccolissimi occhi: in corrispondenza della pupilla, la pelle è forata da un condotto obliquo ed assai sottile, che non può essere chiuso, e attraverso il quale l'occhio non è visibile.

## Biologia
A causa delle abitudini di vita ipogee della specie e degli habitat piuttosto impervi che colonizza, mancano ancora studi approfonditi sul suo ciclo vitale: è infatti la meno studiata delle tre specie di talpa presenti in Italia. Si presume, tuttavia, che questi animali abbiano abitudini non eccessivamente dissimili da quelle delle altre due specie. Pare avere una predilezione alimentare per i lombrichi.